# Jūnihitoe
Jūnihitoe (十二単 (Thập Nhị Đơn)), tức "mười hai lớp áo" - là loại trang phục dành riêng cho phụ nữ hoàng gia và quý tộc Nhật Bản vào thời Heian. Trên thực tế, số lượng của những lớp áo trong bộ trang phục này chỉ mang tính tương đối, gồm một số loại áo kiểu kimono khác nhau.

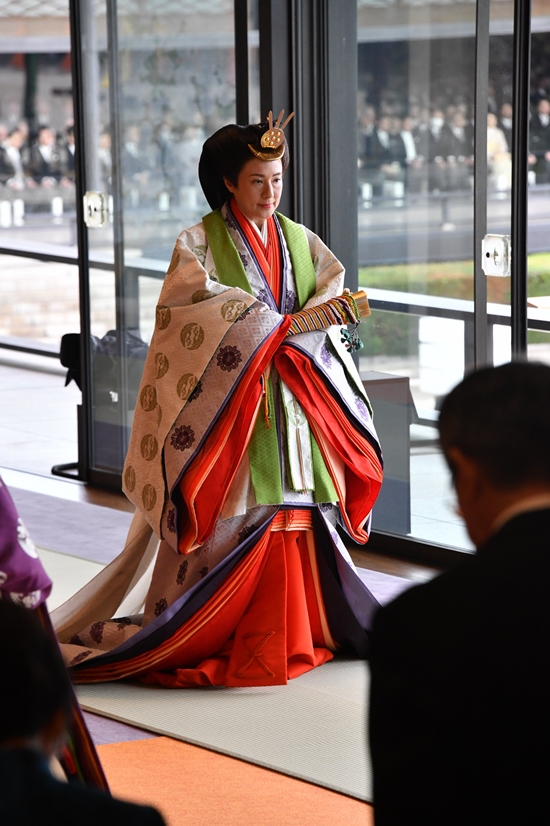
Đương kim Hoàng hậu Masako trong trang phục jūnihitoe vào lễ đăng quang năm 2019

Jūnihitoe xuất hiện lần đầu tiên vào khoảng thế kỷ thứ 10; tuy nhiên, vào thời Kamakura, số lớp áo được mặc đã được giảm bớt. Ngày nay, jūnihitoe vẫn được mặc bởi các thành viên của Hoàng gia Nhật Bản trong những dịp quan trọng.

## Đặc điểm

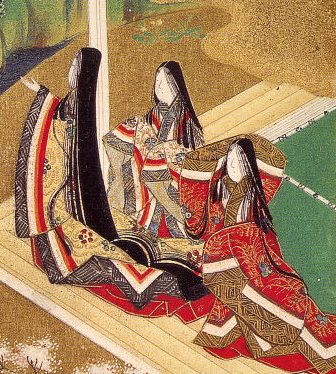
Các nữ quan mặc jūnihitoe, được phác họa trong Truyện kể Genji

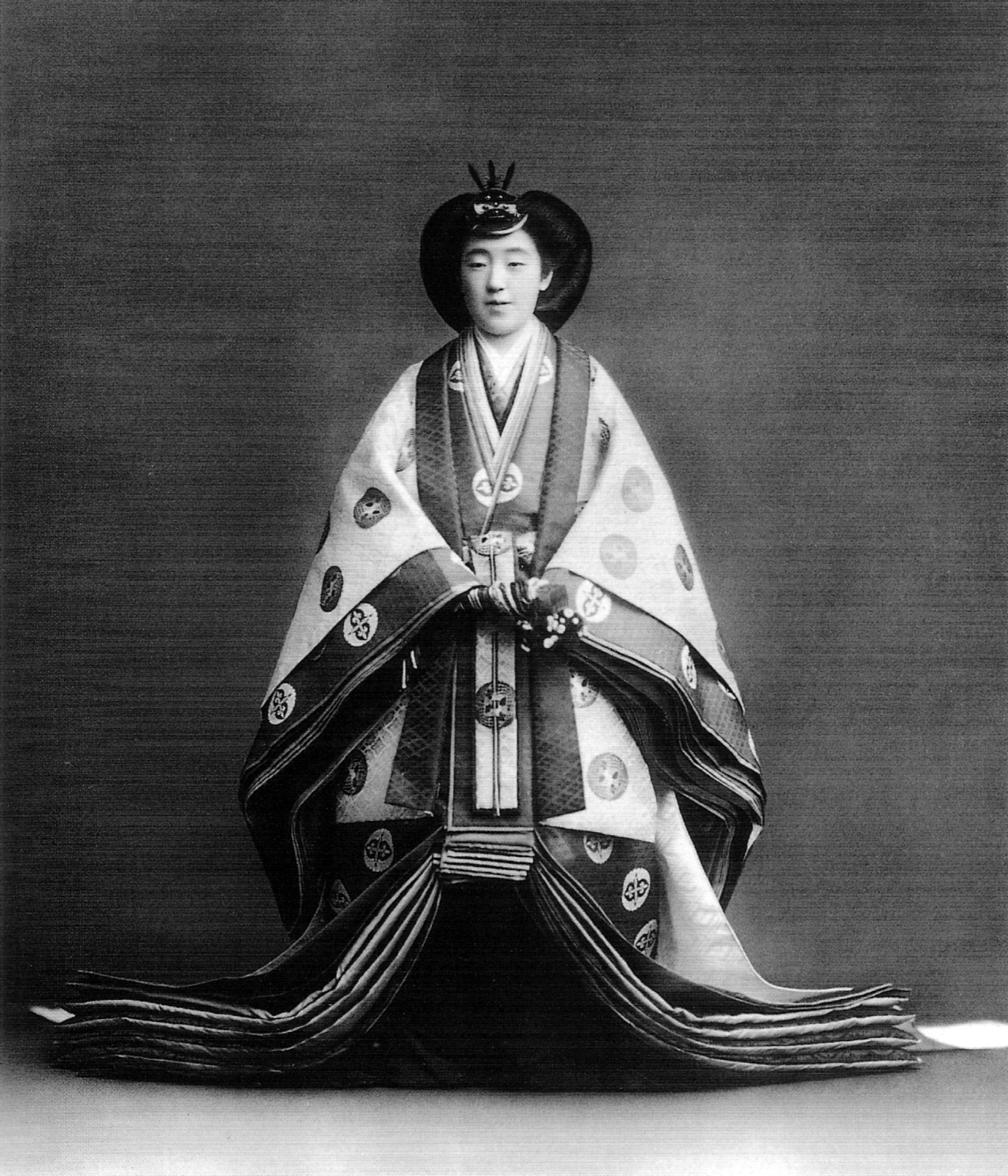
Hoàng hậu Kōjun mặc một chiếc jūnihitoe trong lễ đăng quang năm 1926

### Các lớp áo
Thuật ngữ jūnihitoe là tên chung chỉ những bộ trang phục được mặc trong Hoàng cung. Các lớp đều được may bằng  lụa. Lớp trong cùng được may bằng lụa trắng, tiếp theo là các lớp khác chồng lên nhau, ngoài cùng là áo choàng cũng may từ lụa. Tổng trọng lượng của các lớp áo có thể lên tới 20 kg. Chính vì vậy, bộ trang phục có thể khiến người mặc gặp khó khăn khi cử động. Phụ nữ thời Heian đôi khi sử dụng nó như đồ ngủ. Các lớp có thể thay đổi hoặc giữ nguyên tùy thuộc vào mùa và nhiệt độ ban đêm. Tuy nhiên, đến thời Muromachi, số lớp áo đã giảm đi.
Mỗi lớp áo đều có tên riêng, như hitoe (áo choàng đơn), Itsutsuginu (五衣)) là chỉ các lớp áo choàng (5 chiếc và mỗi chiếc có một màu khác nhau), một chiếc áo choàng ngắn karaginu (唐 衣), và mo (裳). Do đó, jūnihitoe cũng được gọi là itsutsuginu-karaginu-mo (五衣唐衣裳). Các lớp của jūnihitoe bao gồm:
- Lớp áo lót: Thường là lớp áo bằng vải cotton hoặc lụa hai mảnh.
- Kosode: Lớp áo lụa màu đỏ hoặc trắng dài tới mắt cá chân hoặc thấp hơn.
- Nagabakama: Loại hakama dành cho phụ nữ quý tộc và là một chiếc váy xẻ dài màu đỏ.
- Hitoe: Một chiếc áo choàng đơn; thường là màu đỏ, trắng hoặc xanh lam,đôi khi cũng có các màu khác (như đỏ đậm hoặc tím đậm), dù rất hiếm.
- Itsutsuginu: Là các lớp áo có màu sắc rực rỡ, thường là 5 hoặc đôi khi là 6 lớp chồng lên nhau. Nhiều lớp uchigi đã được mặc trong thời Heian cho đến khi Triều đình ban luật về trang phục, theo đó Jūnihitoe bị giảm số lượng lớp áo.[5][6]
- Uchiginu: Một chiếc áo choàng lụa được mặc và làm cứng và phẳng cho áo choàng bên ngoài.
- Uwagi: Một lớp áo choàng làm từ lụa dệt và trang trí hoa văn và được mặc bên ngoài Uchiginu. Màu sắc và chất liệu vải của uwagi cho biết cấp bậc của người mặc.
- Karaginu: Một chiếc áo choàng dài đến thắt lưng kiểu Hán phục.
- Mo: Một chiếc dải lụa có hình dáng giống như tạp dề, được thắt ở phía sau áo choàng. Mo có màu trắng với hoa văn sơn / thêu.

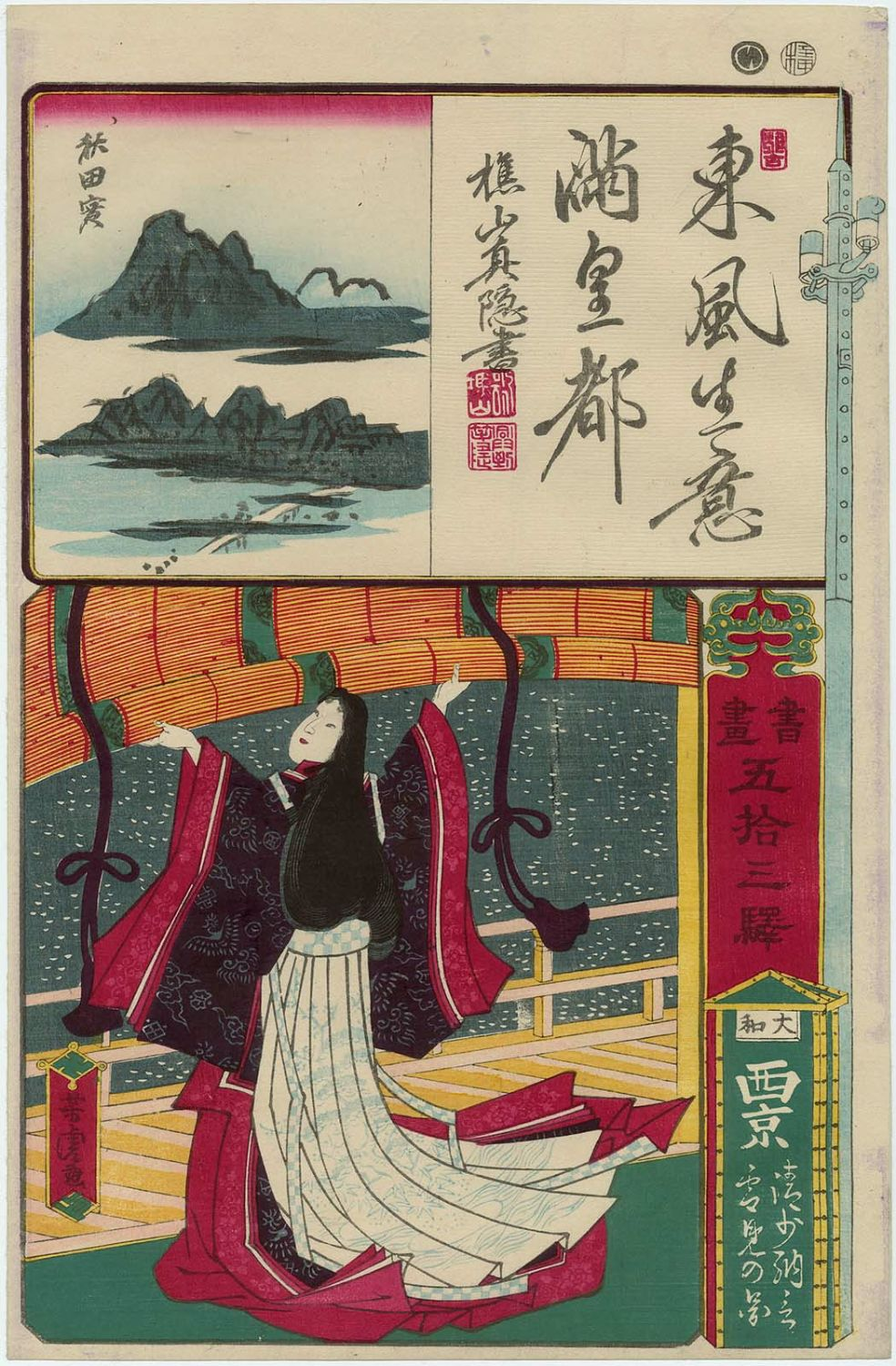
Mo được thắt sau trang phục trong bức chân dung Sei Shonagon năm 1872

Trong những dịp ít trang trọng hơn, kouchigi có thể được mặc với uchigi hoặc uwagi, hay vào những dịp không được phép mặc karaginu và mo. Tuy nhiên, khi mặc Jūnihitoe, karaginu và mo bắt buộc phải có đối với phụ nữ hoàng gia và quý tộc.

### Màu sắc và sự sắp xếp các lớp áo
Màu sắc và sự sắp xếp của các lớp có ý nghĩa đặc biệt đối với những người mặc jūnihitoe. Nơi mà các lớp có thể thấy rõ là xung quanh tay áo, hông và cổ. Trong thời kỳ Heian, phụ nữ phải ngồi sau tấm bình phong sudare để không ai thấy mặt mình, do vậy chỉ có phần dưới của cơ thể và các cạnh tay áo là có thể nhìn thấy. Các lớp màu sắc được sắp xếp theo cấp bậc của người mặc và điều này được gọi là kasane no irome (襲 の 色 目). Các lớp Jūnihitoe thường mang màu sắc thiên nhiên như "màu mận đỏ mùa xuân". Tiếp đó là một lớp áo màu xanh lá cây, màu của những chiếc lá, sau đó là những lớp áo màu hồng, cuối cùng là màu trắng, màu tượng trưng cho tuyết. Các lớp áo thay đổi màu sắc theo mùa, và người mặc sẽ thay áo choàng sang màu sắc của những loài hoa tương ứng với mùa ấy.Việc thay đổi màu sắc trang phục theo mùa còn cho thấy văn hóa và sự tinh tế của người mặc.
Bên cạnh Jūnihitoe, các nữ quan Nhật Bản vào thời Heian còn để tóc rất dài, cắt ngắn phần tóc phía trước và cột lại. Kiểu tóc này được gọi là suberakashi (垂髪), kèm theo một vật trang trí được gắn phía trên trán.

### Phụ kiện đi kèm
Đi liền với Jūnihitoe là chiếc quạt tinh xảo, được buộc bằng một sợi dây khi gấp lại. Chiếc quạt không những giúp người mặc làm mát bản thân mà còn là công cụ giao tiếp quan trọng. Trong thời phong kiến, phụ nữ không được phép nói chuyện trực tiếp với đàn ông, họ thường dùng tay áo hoặc dùng quạt che mặt để không ai có thể thấy dung mạo của họ. Khi có ai đó cầu hôn, họ cũng phải ở sau tấm bình phong sudare (hoặc rèm). Những điều này đã được mô tả trong Truyện kể Genji.

## Sử dụng trong thời hiện đại

Hoàng hậu Michiko, khi đó là Hoàng Thái tử phi, mặc Jūnihitoe trong lễ cưới vào ngày 10 tháng 4 năm 1959

Ngày nay, jūnihitoe thường chỉ có thể được nhìn thấy trong các bảo tàng, phim ảnh, trình diễn trang phục, địa điểm du lịch hoặc tại một số lễ hội. Những chiếc áo choàng này là một trong những bộ quần áo truyền thống đắt nhất được sản xuất tại Nhật Bản. Chỉ có các thành viên Hoàng gia vẫn sử dụng nó trong những dịp quan trọng. Phụ nữ trong Hoàng cung như hoàng hậu hay công chúa mặc jūnihitoe, trong khi Thiên hoàng và các hoàng tử mặc sokutai. Trong lễ cưới năm 1993, Hoàng hậu Masako (khi đó là Hoàng Thái tử phi), bà đã mặc một chiếc jūnihitoe cho buổi lễ kết hôn theo truyền thống.  Hoàng hậu Michiko cũng đã mặc jūnihitoe trong lễ lên ngôi của Thiên hoàng Akihito vào năm 1990. Những Nữ quan tham dự buổi lễ đều mặc jūnihitoe; tuy nhiên, chúng đều là phiên bản sửa đổi từ thời Edo, không phải kiểu thời Heian.
Lễ hội Saiō Matsuri Saiō được tổ chức ở Meiwa, Mie thường trưng bày những bộ trang phục thời Heian. Chúng cũng được giới thiệu tại Aoi Matsuri ở Kyōto.